# Vasilis Chatzipanagis
Vasilis Chatzipanagis (řecky: Βασίλης Χατζηπαναγής, * 26. října 1954, Taškent, SSSR) je bývalý řecký fotbalista.
Hrál na postu záložníka za Pachtakor Taškent a Iraklis Soluň.

## Hráčská kariéra
Vasilis Chatzipanagis hrál na postu záložníka za Pachtakor Taškent a Iraklis Soluň.
V roce 1975 hrál v sovětském olympijském týmu kvalifikaci o OH 1976. Pak ale odešel do Řecka. V roce 1976 nastoupil za Řecko proti Polsku. Poté byl informován, že nemůže hrát za Řecko, protože hrál za SSSR. Jeho druhé vystoupení v řeckém národním týmu přišlo mnoho let po skončení jeho klubové kariéry: hrál 20 minut v přátelském utkání proti Ghaně 14. prosince 1999 – kde byl vyznamenán Řeckou fotbalovou federací.

## Úspěchy
Iraklis
- Řecký pohár (1): 1975–76
- Balkánský pohár (1): 1985

## Osobní život
Chatzipanagis se narodil v roce 1954 v Taškentu v SSSR řeckým politickým uprchlíkům. Musel požádat o sovětské občanství, aby byl způsobilý pro první sovětskou ligu. V roce 1975 odešel do Řecka.